# ウエスタン・ウォリアーズ
ウエスタン・ウォリアーズ（Western Warriors）は、オーストラリアのパースのクリケットチーム。1851年設立。ホームグラウンドはWACAグラウンド。コーチはミッキー・アーサー。